# Червона Поляна (Піщанобрідська сільська громада)
Черво́на Поля́на — село в Україні, у Піщанобрідській сільській громаді Новоукраїнського району Кіровоградської області. Населення становить 455 осіб. Колишній центр Червонополянської сільської ради.

## Населення
Згідно з переписом УРСР 1989 року чисельність наявного населення села становила 709 осіб, з яких 313 чоловіків та 396 жінок.
За переписом населення України 2001 року в селі мешкала 641 особа.

### Мова
Розподіл населення за рідною мовою за даними перепису 2001 року:
| Мова       | Відсоток |
| ---------- | -------- |
| українська | 92,98 %  |
| російська  | 6,08 %   |
| білоруська | 0,47 %   |
| молдовська | 0,31 %   |